# Andrew Davis (direttore d'orchestra)
Sir Andrew Davis (Ashridge, 2 febbraio 1944 – Chicago, 20 aprile 2024) è stato un direttore d'orchestra britannico.

## Biografia

### Origini
Andrew Davis nacque il 2 febbraio 1944 ad Ashridge, una proprietà terriera nell'Hertfordshire, in Gran Bretagna, e crebbe fra Chesham e Watford. Studiò al Royal College of Music, King's College nella classe di organo, e a Roma con Franco Ferrara. Precedentemente studiò alla Watford Grammar School for Boys.

### Carriera
Il suo primo incarico importante fu con l'Orchestra Sinfonica Scozzese della BBC, nel 1970.
Per il Glyndebourne Festival Opera nel 1973 diresse Capriccio  con la London Philharmonic Orchestra, Elisabeth Söderström ed Eugenia Ratti, nel 1975 Evgenij Onegin, nel 1977 Die schweigsame Frau, nel 1978 Die Zauberflöte, nel 1980 Falstaff con Renato Capecchi e Lucia Aliberti, nel 1985 Arabella con Felicity Lott, nel 1986 Don Giovanni con Carol Vaness, nel 1988 Káťa Kabanová, nel 1989 Jenufa di Leoš Janáček con Anja Silja, nel 1990 New Year di Michael Tippett, nel 1991 Le nozze di Figaro con l'Orchestra of the Age of Enlightenment ed Ugo Benelli e La clemenza di Tito, nel 1992 Peter Grimes e La dama di picche, nel 1993 Beatrice Et Benedict di Hector Berlioz con Dawn Upshaw, Anne Sofie von Otter e Jerry Hadley nella Royal Festival Hall di Londra, nel 1994 The Rake's Progress, nel 1995 Ermione con Anna Caterina Antonacci e Bruce Ford e The Makropulos Case, nel 1996 Lulu, nel 1997 Le Comte Ory, nel 1998 Così fan tutte con Natale De Carolis e Barbara Frittoli e nel 1999 Pelléas et Mélisande.
Nel 1975 divenne direttore principale della Toronto Symphony Orchestra. 
Il 17 luglio 1975 diresse la prima assoluta di La tourangelle di István Anhalt nella Massey Hall ed il 5 febbraio 1980 i Cinque sonetti del Michelangelo Buonarroti di Kaikhosru Shapurji Sorabji.
Lasciò l'incarico nel 1988, pur rimanendo legato all'orchestra come direttore ospite.
Nello stesso anno assunse l'incarico di direttore fino al 2000 del Glyndebourne Festival Opera, dove incontrò il soprano Gianna Rolandi, che sposò dopo qualche tempo. 
Davis tornò alla BBC nel 1989 per assume l'incarico di primo direttore della BBC Symphony Orchestra, che tenne poi fino al 2000.
Per il Teatro alla Scala di Milano nel 1976 diresse tre concerti con Janet Baker e James King, nel 1982 Le rossignol e Le sacre du printemps, nel 2003 Příhody lišky Bystroušky (La piccola volpe astuta) di Leoš Janáček con László Polgár al Teatro degli Arcimboldi e nel 2009 Sogno di una notte di mezza estate.
All'Opéra National de Paris nel 1981 diresse Der Rosenkavalier con Kiri Te Kanawa, Kurt Moll, Frederica von Stade e Jane Berbié.
Per il Metropolitan Opera House di New York debuttò nel 1981 dirigendo Salomè con Gwyneth Jones e Bernd Weikl, nel 1982 Il barbiere di Siviglia con Marilyn Horne, Rockwell Blake ed Enzo Dara, nel 1984 Ariadne auf Naxos con Jessye Norman e Gianna Rolandi, nel 1996 Hänsel e Gretel con Jennifer Larmore e la Upshaw, nel 1998 Capriccio con la Te Kanawa e Simon Keenlyside, nel 2000 Die lustige witwe con la von Stade e Plácido Domingo, nel 2001 Der Rosenkavalier con Susan Graham, Renée Fleming e Ramón Vargas nella trasferta all'Aichi Arts Center di Nagoya, al Kanagawa Kenmin Hall di Yokohama ed al NHK Hall di Tokyo, nel 2004 Don Giovanni con Michele Pertusi e Rusalka (Dvořák) con la Fleming e Dolora Zajick, nel 2006 un concerto e Die Walküre con Domingo nel Suntory Hall di Tokyo e nel 2012 il National Council Grand Finals Concert e nel 2014 Hänsel e Gretel con Aleksandra Kurzak e Die lustige Witwe con la Fleming, Kelli O'Hara e Thomas Allen.
Al Royal Opera House, Covent Garden di Londra nel 1983 diresse Der Rosenkavalier, nel 1986 Salome con José van Dam e Helga Dernesch, nel 2007 Thaïs con Robert Lloyd, Joseph Calleja e la Fleming e nel 2011 Peter Grimes.
Per l'Opera di Scozia nel 1986 diresse Oedipus rex con la Toronto Symphony all'Usher Hall di Edimburgo per l'Edinburgh International Festival, nel 2011 Thaïs con Stefano Palatchi, nel 2013 Elia per la Royal Scottish National Orchestra anche al Royal Concert Hall di Glasgow e nel 2015 The Rake's Progress in Edimburgo per l'Edinburgh International Festival.
All'Opera di Chicago nel 1987 diresse Le nozze di Figaro con Samuel Ramey, la von Stade, Ruggero Raimondi, Benelli e la Lott, nel 1990 Così fan tutte con Claudio Desderi, la Vaness e Gianna Rolandi, nel 1994 Capriccio con la Lott, nel 1998 un concerto con Ramey, nel 2001 Otello con Jonas Kaufmann, Lucio Gallo e la Fleming e Billy Budd con Ramey, nel 2002 Parsifal con Matti Salminen e Catherine Malfitano e Die Zauberflöte con Salminen, nel 2004 Don Giovanni con Ildebrando D'Arcangelo, Karita Mattila, Bryn Terfel e la Graham, Das Rheingold ed Aida con Andrea Gruber, nel 2005 The Cunning Little Vixen (La piccola volpe astuta), Il crepuscolo degli dei, Der Ring des Nibelungen e Carmen con Andrea Rost, Neil Shicoff, Denyce Graves e D'Arcangelo, nel 2006 Der Rosenkavalier con la Graham, nel 2007 La bohème e Die Frau ohne Schatten, nel 2008 La traviata con la Fleming e Thomas Hampson, Falstaff ed Eugenio Onegin (opera) con Dmitri Hvorostovsky e Nino Surguladze, nel 2009 Tosca e Faust con Piotr Beczała ed Ana María Martínez, nel 2010 La damnation de Faust con la Graham, The Mikado e un concerto con la Fleming, nel 2011 La fanciulla del West con Marcello Giordani, Lohengrin, Boris Godunov con Ferruccio Furlanetto ed Ariadne auf Naxos, nel 2012 un concerto con la Fleming e Hvorostovsky, Elettra, Simon Boccanegra con Hampson e Furlanetto e Werther, nel 2013 Die Meistersinger von Nürnberg con Bo Skovhus e nel 2015 Tannhäuser, The Passenger di Mieczysław Weinberg, La Cenerentola con Alessandro Corbelli, Wozzeck, Die lustige Witwe con la Fleming e Hampson e la prima assoluta di Bel Canto di Jimmy López con Danielle de Niese.
La regina Elisabetta II lo nominò Comandante dell'Order of the British Empire nel maggio 1992. 
Dal 1995 al 1998 diresse la Royal Stockholm Philharmonic Orchestra.
Al Festival di Salisburgo nel 1997 diresse un concerto con la BBC Symphony Orchestra e Viktoria Mullova ed il War Requiem di Britten con Hampson e nel 2004 un concerto con la London Symphony Orchestra e Mischa Maisky.
Nel gennaio 1999 gli venne conferita, sempre dalla regina, l'onorificenza di Knight Bachelor. 
Nel 2002 diresse il concerto Prom at the Palace, nei giardini di Buckingham Palace, nel corso delle celebrazioni per il 50º anniversario dell'incoronazione della regina.
Davis divenne il direttore della Lyric Opera di Chicago nel 2000 e nel 2005 assunse l'incarico di consulente musicale della Pittsburgh Symphony Orchestra per un periodo di tre anni. Nel settembre 2006, Davis annunciò la sua intenzione a ricoprire l'incarico fino alla stagione 2007-2008. Nell'ottobre 2007, consensualmente, decisero di interrompere il contratto per sopraggiunti maggiori impegni del direttore.
Davis diresse un repertorio molto vasto, inserendo opere di autori britannici contemporanei, ed in particolare di Michael Tippett, del quale diresse la prima esecuzione di The Mask of Time, e riproposto The Midsummer Marriage (eseguita nel 2005) durante il periodo alla Lyric Opera of Chicago. 
Incise inoltre l'opera di Harrison Birtwistle, The Mask of Orpheus.
Al Festival di Bayreuth nel 2002 diresse Lohengrin.
Per il Teatro La Fenice di Venezia nel 2006 diresse un concerto al Teatro Malibran.
All'Opera di Santa Fe nel 2010 diresse Albert Herring di Britten e nel 2012 Arabella.
Ancora a Glyndebourne nel 2011 diresse Rusalka e nel 2013 Billy Budd.
Nel 2013 divenne il direttore principale della Melbourne Symphony Orchestra.

### Morte
Nel 2023 gli fu diagnosticata una leucemia che ne causò la morte il 20 aprile del 2024 all'età di 80 anni.

## Vita privata
Visse con la moglie Gianna a Chicago. Insieme ebbero un figlio, Edward (nato nel 1989).

## Discografia parziale
- Brahms - Piano Concertos - Sir Andrew Davis/BBC Symphony Orchestra/Stephen Hough, 1998 Erato/Warner/EMI/Virgin
- Britten: The Young Person's Guide to the Orchestra, Bridge Variations, Four Sea Interludes and Passacaglia - BBC Symphony Orchestra/Sir Andrew Davis, 1991 Teldec
- Delius: British Orchestral Works - BBC Symphony Orchestra/Sir Andrew Davis, 1993 Teldec
- Live from the BBC Proms 2007: Best of British - Delius & Tippett - BBC Symphony Orchestra/Sir Andrew Davis, Deutsche Grammophon
- Dvorák: The Symphonies - Sir Andrew Davis/David Zinman/Marcel Moyse/Marlboro Woodwind Ensemble/Münchner Philharmoniker/Rudolf Kempe/SWF Symphony Orchestra/Philharmonia Orchestra, 2005 SONY BMG
- Elgar: Enigma Variations, Serenade for Strings, Cockaigne Overture - BBC Symphony Orchestra/Sir Andrew Davis, 1991 Teldec
- Elgar: Symphony No. 1, Enigma Variations - Philharmonia Orchestra/Sir Andrew Davis, 2007 Decca
- Elgar: Orchestral Works - BBC Symphony Orchestra/Sir Andrew Davis, 2005 Warner
- Elgar: Falstaff - Bassoon Romance - Froissart - Grania and Diarmid - BBC Symphony Orchestra/Graham Sheen/Sir Andrew Davis, 1998 Teldec
- Elgar: Enigma Variations, Op. 36, Pomp and Circumstance Marches Nos. 1-5, Op. 39 - Sir Andrew Davis/Philharmonia Orchestra, 1982 Sony
- Elgar: Il sogno di Geronte, BBC Symphony Orchestra, 1999, NVC
- Fauré: Requiem, Op. 48 - Duruflé: Requiem, Op. 9 - Sir Andrew Davis, 1977 Sony
- Handel: Messiah - Sir Andrew Davis/Kathleen Battle/Florence Quivar/John Aler/Samuel Ramey/Toronto Symphony Orchestra, 1987 EMI
- Holst: The Planets & Egdon Heath - BBC Symphony Orchestra/Sir Andrew Davis, 1994 Teldec
- Liszt & Chopin: Piano Concertos No. 1 - Philharmonia Orchestra/Sir Andrew Davis/Yundi Li, 2006 Deutsche Grammophon
- Rachmaninov: Symphonic Dances - The Isle of the Dead - Royal Stockholm Philharmonic Orchestra/Sir Andrew Davis, 1997 Finlandia
- Sibelius: Violin Concerto - Karelia Suite - Jennifer Pike/Sir Andrew Davis/Bergen Philharmonic Orchestra, 2014 Chandos
- Walton: Belshazzar's Feast - Vaughan Williams: Job - BBC Singers/BBC Symphony Orchestra/Bryn Terfel/Sir Andrew Davis, 1998 Teldec
- Vaughan Williams: Symphonies Nos 1 - 9 & Orchestral Works - Amanda Roocroft/Sir Andrew Davis/BBC Symphony Orchestra/Tasmin Little/Thomas Hampson, 2004 Warner
- Vaughan Williams: Symphony No. 6, The Lark Ascending, Fantasia on a Theme By Thomas Tallis - BBC Symphony Orchestra/Sir Andrew Davis/Tasmin Little, 1991 Teldec
- Nicole Cabell - Soprano - London Philharmonic Orchestra/Nicole Cabell/Sir Andrew Davis, 2007 Decca
- Last Night of the Proms - The 100th Season - Sir Andrew Davis/BBC Singers/BBC Symphony Chorus/BBC Symphony Orchestra/Bryn Terfel/Evelyn Glennie/Michael Davis, 2012 Warner/Teldec
- Best of British from the 2007 BBC Proms - BBC Symphony Orchestra/Christian Poltéra/Sir Andrew Davis, 2007 Deutsche Grammophon

## DVD parziale
- Lehar: The Merry Widow (Vedova Allegra) - Andrew Davis/Renée Fleming/Nathan Gunn/Kelli O'Hara/Alek Shrader/Thomas Allen/Carson Elrod/Metropolitan Opera, regia di Susan Stroman, 2015 Decca DVD e Blu-ray Disc